# Corn. Van Loocke
Corn. Van Loocke was een chemisch bedrijf in de Belgische stad Brugge. Het bedrijf werd in het  begin van de twintigste eeuw opgericht door zeepzieder Auguste Delfosse en na diens dood in 1910 voortgezet door zijn zoon Maurice. Na het overlijden van Maurice in 1937 kwam het in handen van schoonzoon en schoonbroer Corneille Van Loocke (1888-1971). Het was tot 1985 gevestigd langs de Baron Ruzettelaan. Hierna verhuisde het bedrijf naar de Pathoekeweg. Op 8 januari 2008 werd de benaming gewijzigd in Umicore Specialty Chemicals Brugge.

## Ontstaan
In 1901 kwam zeepzieder Auguste Delfosse, in 1856 geboren in Gilly, met zijn gezin (echtgenote Maria Theresia Daneels, dochter Augusta en zoon Maurice) wonen in de Moerkerksesteenweg 145 te Sint-Kruis. In 1902 verhuizen zij binnen deze gemeente naar de Vestenstraat 43 en in 1906 opnieuw naar de Kortrijkse Steenweg in Sint-Michiels. De Wegwijzers van West-Vlaanderen vermelden een Savonnerie Brugeoise buiten de Kruispoort in 1905 en in de Steenbrugse Wandeling (ook Kortrijkse Steenweg, de huidige Baron Ruzettelaan) in 1909. Dit stemt overeen met de woonplaatsen van het gezin Delfosse.
Na het overlijden van Auguste zet zijn zoon Maurice het bedrijf verder onder de benaming De Zon of Le Soleil. Maurice was nog actief in 1935, toen hem door de provincie een vergunning afgeleverd werd voor het gebruik van stoomstoestellen en elektromotoren. Op de ingediende documenten worden de benamingen Savonnerie Le Soleil en Savonnerie M. Delfosse vermeld.
Ondertussen, in 1914, was dochter Augusta gehuwd met Corneille Van Loocke uit Brugge, négociant, zoon van stationschef Leopold Van Loocke. Toen Maurice Delfosse in 1937 overleed, kreeg Corneille de leiding over het bedrijf en gaf er zijn naam aan. De oorspronkelijke benaming bleef ook nog in gebruik tot na de Tweede Wereldoorlog. 
In 1947 werd het omschreven als een handel in minerale oliën en vetten en waren er ongeveer 25 werknemers.
Volgens Dit is West-Vlaanderen kende de firma vanaf 1954 een industriële ontwikkeling met de fabricatie van houtbeschermingsmiddelen en een stijgende export. In 1970 waren er 34 werknemers.
In 1975 verhuisde het bedrijf van de dichtbewoonde Baron Ruzettelaan naar een industriegebied (Pathoekeweg 37, later uitgebreid naar Kleine Pathoekeweg 82).

## Wijzigingen van juridische vorm en aandeelhouders
In 1990 werd de vennootschapsvorm gewijzigd van BVBA naar NV en kwam er een opeenvolging van wijzigingen in het aandeelhouderschap. Na in het bezit geweest te zijn van het Britse Blagden kwam het in 1999 via een managementbuy-out grotendeels in handen van Ackermans & van Haaren en Fortis Private Equity.
In 2007 werd Corn. Van Loocke een filiaal van Umicore en werd de benaming gewijzigd in Umicore Speciality Materials Brugge (USMB). Volgens de jaarrekening van 2020 had het bedrijf toen iets meer dan 100 werknemers (103,2 FTE).

## Foto's
Op Beeldbank Brugge staat een reeks foto's (inventarisnummer BRU001026973 en volgende) van het bedrijf gemaakt door Georges Manertz in 1954.